# 多田武彦
多田 武彦（ただ たけひこ、1930年11月22日 - 2017年12月12日）は、日本の作曲家。大阪府大阪市南区（現：中央区）生まれ。男声合唱曲を中心に合唱曲の作曲を手がけており、その作品数は113個の組曲（うち95個が男声合唱組曲）を含む、全719曲の合唱曲に上る。殊に男声合唱に関わる者からは「タダタケ」の愛称で親しまれている。

## 略歴
旧制大阪高校在学中に合唱を始める。先輩には東京混声合唱団桂冠指揮者の田中信昭がいる。京都大学法学部を卒業。大学在学中、京都大学男声合唱団の指揮者として活躍。当時知遇を得た作曲家清水脩に作曲上の指導助言を受けた。
本人は父や祖父が松竹の役員だったことから本人は映画監督を志望していたが、諸般の事情により断念。京都大学卒業後は富士銀行（現・みずほフィナンシャルグループ）に入行。銀行では会社再建のエキスパートとして活躍した。
1954年（昭和29年）に北原白秋の詩による男声合唱組曲『柳河風俗詩』を発表、当時としては数少ない男声合唱のレパートリーとして歓迎された。以降、銀行勤務の傍ら日曜作曲家として多数の作品を発表した。1961年（昭和36年）に、男声合唱曲「雨の来る前」が全日本合唱コンクールの課題曲に入選（のち、この曲は組曲「雨」の第1曲となった）。1963年（昭和38年）には混声合唱組曲『京都』で芸術祭に参加、文部大臣奨励賞を受賞した。
1965年（昭和40年）から1966年（昭和41年）にかけて合唱曲を作っていない時期に、『アカシアの径』などのフォークソングも手がけた。その際には「鈴木薫」のペンネームで作詞も行った。
銀行を退職後も、作曲や、独自の理論による合唱指導などの活動を展開していた。
2017年12月12日、逝去。享年87。故人の遺志により葬儀は親族のみで行われた。故人および親族は2018年2月ごろに刊行される日本音楽著作権協会の会報にて死去の事実を公表する予定であったが、2017年12月末にインターネット上で情報が流出。そのため、親族からの手紙という形をとり、2018年1月8日に熊本県立劇場にて行われたなにわコラリアーズの多田武彦作品のみを演奏する演奏会にて事実が公表された。

## 作品の特徴
作品のほとんどはア・カペラによる合唱曲、それも男声合唱曲が全作品の大部分を占める。その作風は抒情性が高く、決して派手ではない和声を駆使してのテクスト（主に日本の近代詩）に寄り添うような表現が特徴とされる。特に男声合唱の作品では、制約が厳しい男声合唱の声域を踏まえた中で、より良いハーモニーと表現性の工夫が追求されている。
師の清水から「詩のなかにすでに音楽のある詩を厳選し、これに寄り添うように作曲すること」と教えられ、多くの作品においてこの教えに従い作曲している。
多田は、自身の作風を「うねり」と表現して、次の3回のうねりがあったと述べている。
1. 最初は『柳河風俗詩』や『中勘助の詩から』のような「多田武節（タダタケぶし）」と言われる抒情的な作品を書いた時期。
2. 次は、「多田武節」にフォークソングのバタ臭さがミックスされた『雨』のような曲や、その一方で『北斗の海』や『蛙』のようなごつごつしたものを書いた時期。
3. 3回めのうねりは、1974年（昭和49年）の『尾崎喜八の詩から』あたりから内面的なものに目が行き始めて、『わがふるき日のうた』など三好達治の作品を作るようになる。

ピアノつき女声合唱作品については、組曲『白き花鳥図』「観音」や三部作・京都の「京おんな」などがある。アカペラ男声合唱版『白き花鳥図』初演時の演奏会プログラムに作曲者が記した所では、『白き花鳥図』を同声3部合唱ピアノ伴奏付で作曲・出版したあと清水脩から「君はアカペラだけ書くように」との注意を受けたとのことで、実際それ以降はピアノつきの合唱曲はほとんど発表していない。なお、組曲『白き花鳥図』については、後年の改作（後述）を基にしたピアノつき女声合唱版が2006年に出版された。
聴衆の意表をつく技巧を用いた作品も少なくない。以下に例を示す。
- 音程のない語り
男声/混声合唱組曲『中勘助の詩から』第6曲「ふり売り」の呼び声、男声合唱組曲『蛙』第3曲「五匹のかえる」の絶叫、男声合唱組曲『蛙・第二』第5曲「勝手なコーラス」の名乗り声
- 口笛を用いた曲
男声合唱組曲『中原中也の詩から・第二』第6曲「漂々と口笛を吹いて」
- 声部が12に分かれる曲
男声合唱組曲『草野心平の詩から・第二』第3曲「鬼女」
- 歌が終始ユニゾンの曲[6]
男声合唱組曲『草野心平の詩から・第二』第6曲「龍安寺方丈の庭」
- リピートとフェードアウトで終わる曲
男声合唱組曲『中原中也の詩から・第二』第1曲「砂漠」
- 原詩によるテクストを歌うのが独唱だけで合唱はバックコーラスのハミングしか歌わない曲
混声合唱組曲『季節のたより』第4曲「祖母」、男声合唱組曲『小学生の詩による男声合唱組曲』第6曲「死んだおかあちゃん」、男声合唱組曲『草野心平の詩から・第二』第8曲「竹」
- 同じタイトルの曲をアタッカでつなぐ
男声合唱組曲『追憶の窓』第1、2曲「村」「村」、男声合唱組曲『草野心平の詩から・第二』第7、8、9曲「竹」「竹」「竹」
- 原詩によるテクストを歌う独唱と一緒に、既存曲の合唱編曲をバックコーラスが歌う曲
男声合唱組曲『樅の木の歌』第5曲「樅の木の歌」、男声合唱組曲『秋の流域』第1曲「夏の最後の薔薇」、男声合唱組曲『尾崎喜八の詩から・第二』第5曲「夕暮の歌」

## 主な作品
（）内は作詩者。作品の多くは音楽之友社、メロス楽譜から刊行されている。

### 男声合唱
- 柳河風俗詩（北原白秋） 初演:京都大学男声合唱団（1954年12月5日）
合唱組曲第1作。白秋の第2詩集『思ひ出』から4篇がテキストになっている。第1曲「柳河」は、全日本合唱コンクール課題曲の佳作として、先に世に出た。

- 富士山（草野心平） 初演:京都大学男声合唱団（1956年2月2日）
合唱組曲第2作。同名の詩集から5篇に作曲。

- 雪と花火（北原白秋） 初演:同志社グリークラブ（1957年3月16日）
- 中勘助の詩から 初演:関西学院グリークラブ（1959年1月31日）
- 雪明りの路（伊藤整） 初演:関西学院グリークラブ（1960年1月22日）

- 父のゐる庭（津村信夫） 初演:京都大学男声合唱団（1961年12月3日）
- 草野心平の詩から 初演:慶應義塾ワグネル・ソサィエティー男声合唱団（1961年12月16日）
- 北陸にて（田中冬二） 初演:上智大学グリークラブ（1962年11月24日）
- 雨 初演:明治大学グリークラブ（1967年5月28日）
数年の休筆の後に初めて書いた作品。休筆直前は混声合唱組曲『京都』など技巧的で難解な作品が多くなっていたことへの反省から、この作品は原点回帰の意味も籠めて平易で分かりやすいものをと意識して書かれている[7]。全曲が単曲として取り上げられる完成度を持っていながら、難易度はそれほど高くなく、聴き易く親しみやすい。特に終曲の「雨」は多田の代表作の1つとして愛唱されている。また多田自身この作品を書いた際「第2曲『武蔵野の雨』を作曲し始めてから、芸術の神ミューズが宿った」とライナーノートに記したり、あちこちで「終曲『雨』は私自身の鎮魂歌である」といった旨の記述をしたりなどから、多田にとって特別な作品であると考えられる。
多田の子供達は、「『雨』とか聴くとバタ臭い、（『アカシアの径』とかの）フォークソングやった後だから、迎合してる」と多田に話していた[4]。また、「だから畑中（良輔）先生は『雨』を演られないんです」と、多田は述べている[4]。
なお、第4曲は当初「十一月に降る雨」（堀口大學）であったが、のちに「雨 雨」（尾形亀之助）に差し替えられている。同様に、『人間の歌』（堀口大學）の第6曲も「年の別れ」→「宮城野ぶみ」に、『中原中也の詩から』の第3曲も「朝鮮女」→「間奏曲」に、それぞれ差し替えられている。

- 中原中也の詩から 初演:関西学院グリークラブ（1967年6月18日）
- 山の印象 初演:上智大学グリークラブ・早稲田大学コールフリューゲル（1967年10月27日）
- 北斗の海（草野心平） 初演:早稲田大学グリークラブ（1968年12月7日）
組曲のタイトルは草野心平が本作品のために考えたものである[8][9]。多田はこのタイトルを「いい言葉ですね」と述べた後、「"波は寄せ" "波は返し"っていう詩は大森海岸の詩らしいんですね。ところが『北斗の海』という表題であの詩を読んでいくと、そうは思えない。やっぱり表題の力でしょうね。」と述べている[4]。
なおこのタイトルを貰う際に心平邸を訪問した際、多田は心平による蛙の詩の朗読を聞いている。それが後年、組曲『蛙』『蛙・第二』の誕生につながった。
- 三崎のうた（北原白秋） 初演:明治大学グリークラブ（1969年5月18日）
- 優しき歌（立原道造） 初演:立命館大学メンネルコール（1971年6月29日）
- 尾崎喜八の詩から 初演:関西学院グリークラブ（1975年1月18日）
多田は清水脩に「ある詩に作曲家がどんな名曲をつけても、その詩の精神と曲の精神とが一致していなければその歌は砕々になってしまう」と教えてもらったことを大変ありがたかったと述べた後、「詩をよーく読み込んで、詩人は何を読者に伝えたいかをつかまないと、ただ言葉がいいからとかで曲を書いてたら作曲家は自滅しますね。たとえば草野心平なら草野心平の周辺から全部読み込んで、この人はどんなつもりでこの詩を書いたのかを調べるわけです。尾崎喜八でもあるんですよ、心情が。『尾崎喜八の詩から』を作る時には電話で奥さんに詩をどんな状況で作ったかを伺ったりしました。」と述べている[4]。
- みどりの水母（大手拓次） 初演:京都大学グリークラブ（1976年12月6日）
- わがふるき日のうた（三好達治） 初演:明治大学グリークラブ（1977年5月7日）
- 海に寄せる歌（三好達治） 初演:崇徳高校グリークラブ（1977年9月14日）
- 雪国にて（堀口大學） 初演:上智大学グリークラブ（1978年）
- 若しもかの星に（百田宗治） 初演:東京オルフェオン（1978年9月17日）
- 吹雪の街を（伊藤整） 初演:小樽商科大学グリークラブ（1979年2月19日）

- 山村暮鳥の詩から 初演:城北高等学校合唱団（1983年6月27日）
- 中原中也の詩から・第二 初演:神戸大学グリークラブ（1985年12月12日）
- 尾崎喜八の詩から・第二 初演:神奈川大学フロイデコール（1986年12月7日）
- 草野心平の詩から・第二 初演:関西学院グリークラブ（1987年1月18日）
- 東京景物詩（北原白秋） 初演:東京大学音楽部コールアカデミー・東京大学コールアカデミーOB合唱団アカデミカコール（1991年12月14日）
- 尾崎喜八の詩から・第三 初演:城北学園グリークラブ（1993年6月27日）
- 三崎のうた・第二（北原白秋） 初演:西南シャントゥール（1997年11月8日）
- 遠いふるさと（山村暮鳥） 初演:崇徳高校グリークラブ・30年記念合唱団（2000年9月10日）
- 遠い母に（大木惇夫） 初演:FACE：北村協一バースデイ記念コンサート男声合唱団（2001年9月8日）

### 混声合唱
- 信濃の民話による三つのバラード 初演:東京混声合唱団（1961年10月23日）
- 京都（安水稔和） 初演:大阪放送合唱団（1963年11月14日）
- 太海にて（間所ひさこ） 初演:コール・シャンティー（1968年10月）
- 海鳴りをきく（中山正善） 初演:天理教音楽研究会合唱団（1977年12月10日）
- 季節のたより（三好達治） 初演:混声合唱団京都木曜会（1979年）
- 潮風のうた（中村千栄子） 初演:京大合唱団（1979年12月21日）
- わが心の詩（山本伸一） 初演:創価合唱団（1982年）
- 柳河風俗詩（北原白秋） 初演:混声合唱団京都木曜会（1986年7月13日）
- 雨（2003年）
- 観音（山崎澍朗） 初演:龍谷混声合唱団（2005年12月18日）

### 女声合唱
- 白き花鳥図（北原白秋）
当初はピアノ付き同声合唱（初演は男声だが、出版後は女声での演奏がほとんどであった）。一部の曲目を差し替えてアカペラ混声・男声合唱に改作、のち混声・男声合唱版を基にピアノ付き女声合唱に再び改作。

### フォークソング
- アカシアの径（鈴木薫）
作曲の経緯について、「『アカシアの径』とかの曲は、『柳河風俗詩』から始めて、『北陸にて』を作り終わった昭和40年、41年頃に全然合唱曲を作っていない時期があって、その間に作ったんです。そうやってフォークソングに手を染めて、ポピュラーソング集を作りましたね。」と多田は述べている[4]。また、「『雨』とか『アカシアの径』とかは、一般大衆受けするんです」と述べている[4]。

### 校歌等
- 京都大学応援歌「新生の息吹」（中川裕朗）[10]
- 藤沢市立村岡小学校校歌（津田辰雄）[11]